# 小行星6326
小行星6326（英語：6326 Idamiyoshi）是一颗围绕太阳公转的小行星。1991年3月18日，杉江淳在Dynic发现了此天体。
这颗小行星的绝对星等为281.3644634890381等。